# Sporting Club Bettembourg
Ne doit pas être confondu avec Sporting Club Bettembourg (féminines).
Maillots
Actualités
Dernière mise à jour : 10 mars 2025.
Le SC Bettembourg (SC Beetebuerg en luxembourgeois, forme raccourcie de Sporting Club Beetebuerg) est un club de football luxembourgeois fondé en 1927 et basé à Bettembourg. Il évolue en Promotion d'Honneur, la deuxième division luxembourgeoise de football.
Fondé le 20 octobre 1927, le Sporting Club Bettembourg dispute sa première saison de son histoire en Division Nationale en 1947-1948 après avoir terminé vice-champion de Promotion d'Honneur. Lors de cette saison, le club obtient la meilleure performance de son histoire dans la compétition en terminant 11e.
En 1972, le club obtient le premier titre de son histoire en Promotion d'Honneur et accède une nouvelle fois au plus échelon du football luxembourgeois.
Après plus de 51 ans, le Sporting accède à la BGL Ligue après son deuxième titre de champion de Promotion d'Honneur de son histoire à l'issue de la saison 2023-2024.

## Historique

### Fondation et premiers succès (1927-1940)
Le Sporting Club Bettembourg est fondé le 20 octobre 1927. En 1928, le club intègre la Fédération Luxembourgeoise de football et dispute sa première saison officielle en 1929 en terminant 2e de Division 3, soit le quatrième échelon du football luxembourgeois. Le club se retrouve à seulement cinq points du champion ; le FC The Belval Belvaux.
C'est en 1931 que le club réalise sa première performance notable en terminant champion de son groupe de Division 3 avec un point de plus que le FC Rapid Neudorf. Le Sporting se qualifie pour les barrages d'accessions à la Division 2 (3ème division luxembourgeoise) face au FC Jeunesse Wasserbillig et au FC Mansfeldia Clausen qu'il remporte.
La saison suivante, le club gravie encore les échelons en terminant champion de Division 2 devant le CS Pétange et accède donc à la Division d'Honneur, la deuxième division du football luxembourgeois. Cette même année voit le FC Eclair Bettembourg, premier club de l'histoire de la ville, cesser ses activités de football, le SC Bettembourg devient le seul et unique club de football de Bettembourg.

### Seconde Guerre mondiale (1940 - 1945)
Lors de la Seconde Guerre mondiale, le Luxembourg est sous l'occupation allemande, comme la Moselle ou encore l'Alsace. Le SC Bettembourg devient le FK 1927 Bettemburg durant cette période.
À la fin de la guerre, le club récupère son nom d'origine ; le SC Bettembourg.

### Période notable (1946 - 1973)
En 1947, le club termine vice-champion de seconde division et accède donc à la Division Nationale pour la première fois de son histoire. Le club se maintient à ce niveau durant deux saisons et réalise par la même occasion un quart de finale de Coupe du Luxembourg face au FC Racing Rodange, son meilleur résultat dans la compétition encore aujourd'hui.
Lors de la saison 1971-1972, le club obtient son premier titre de champion d'Ehrenpromotion et monte officiellement pour la deuxième fois de son histoire en Division Nationale, le plus haut échelon du football luxembourgeois.

### Remontée en BGL Ligue (depuis 2024)
À l'issue de la saison 2023-2024 de Promotion d'Honneur, le club termine champion et accède à la BGL Ligue pour la première fois depuis 51 ans,.
Lors de la saison 2024-2025, en Coupe du Luxembourg, le SC Bettembourg est éliminé en 16es de finale face au FC Victoria Rosport, autre club de BGL Ligue. En parallèle, le club redescend directement en deuxième division suite à sa défaite en barrage de relégation face au FC Atert Bissen.  

## Palmarès
Le tableau suivant récapitule les performances du SC Bettembourg dans les différentes compétitions officielles luxembourgeoises.
| Compétitions nationales |
| --- |
| - BGL Ligue - Meilleure performance : 11e en 1948. - Promotion d'Honneur (2) - Champion : 1972 et 2024. - Vice-champion : 1947. - Coupe du Luxembourg - Meilleure performance : Quart de finaliste en 1949. |

## Effectif actuel
Le tableau ci-dessous liste l'effectif professionnel du SC Bettembourg pour la saison 2024-2025.